# Expansão quantitativa
Expansão quantitativa (em inglês: quantitative easing, QE), conhecido também como flexibilização quantitativa, afrouxamento quantitativo ou políticas quantitativas de mitigação financeira (do japonês 量的金融緩和政策, ryōteki kin'yū kanwa sēsaku) é um instrumento de afrouxamento monetário que consiste na criação de quantidades significantes de dinheiro novo, eletronicamente, pelo banco central de um país. É um jargão que se refere a uma ação não convencional de política monetária, através da qual um banco central compra títulos de longo prazo no mercado aberto ou até mesmo títulos comerciais a fim de aumentar a oferta de moeda e, assim, supostamente incentivar empréstimos e investimentos. A compra desses títulos acrescenta dinheiro novo à economia e também serve para baixar as taxas de juros, além de expandir o balanço patrimonial do banco central.
A estratégia macroeconômica usualmente empregada pelo banco central de um país sob risco de deflação, no curto prazo, é alterar a taxa básica interbancária de juros, mas quando essa taxa está próxima de zero, tal estratégia é ineficaz. É sob tais condições que a expansão quantitativa pode ser útil. 
Quando as taxas de juros de curto prazo chegam a zero ou estão próximas de zero, as operações normais de mercado aberto de um banco central, que visam regular as taxas de juros, não são mais efetivas. Em vez disso, um banco central pode comprar quantidades previamente especificadas de ativos. Assim, a expansão quantitativa aumenta a oferta de moeda, mediante a compra de ativos, com reservas bancárias recém-criadas, de modo a proporcionar aumento da liquidez dos bancos.
A quantidade de moeda criada em expansão quantitativa é denominada valor expandido. Trata-se de uma criação maciça de dinheiro, ou seja, de afrouxamento monetário. Os bancos centrais, que nem sempre são públicos, normalmente só imprimem dinheiro (físico) de acordo com a demanda de dinheiro (não há criação espontânea de dinheiro novo). Na expansão quantitativa, os bancos centrais usam o dinheiro eletronicamente criado para comprar grandes quantidades de títulos e diversos ativos financeiros no mercado financeiro e de capitais. Isto aparece como reservas bancárias (depósitos que os bancos têm nas contas do Banco Central), não representando entrega de dinheiro novo para os bancos emprestarem.
Os títulos adquiridos pelo banco central podem ser títulos do governo, títulos de crédito privados ou mesmo ações.

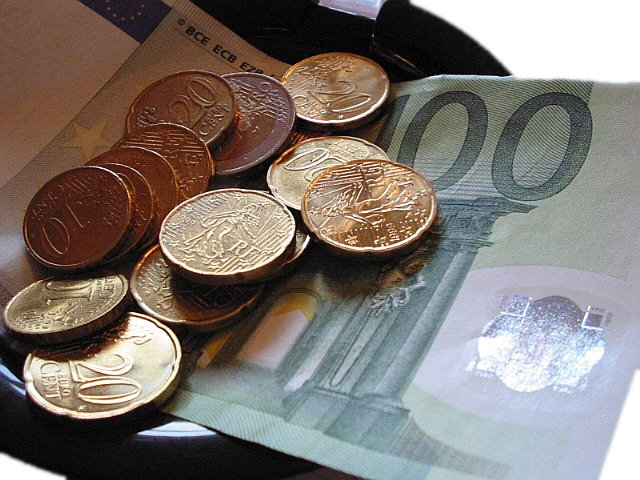
A crise de dívida pública na Zona do Euro deflagrou uma megaoperação coordenada pelo Banco Central Europeu para abastecer o mercado financeiro com liquidez.

A expansão quantitativa geralmente é usada para estabilizar o sistema e diminuir os riscos que recaem sobre os bancos, provendo a eles uma janela de liquidez para que possam trocar (swap) seus títulos por reservas remuneradas sem risco substancial. Ou seja, o Banco Central adquire títulos mais arriscados e paga em reservas (que se caracterizariam como títulos de dívida do Banco Central) que rendem juros menores.
Com a figura do Banco Central como um porto seguro, os bancos são estimulados a criar novos empréstimos, realizar transações com investidores para obter spreads entre o valor de face e o valor de mercado e, no final, podem recorrer ao Banco Central para trocar esses títulos com segurança de rentabilidade.
Embora muitos bancos centrais sejam criados pelos governos dos respectivos países e tenham alguma supervisão regulatória, eles não podem forçar os bancos do país a aumentar o volume de empréstimos ao público; também não podem forçar os tomadores de empréstimos (empresas) a investir. Se o aumento da oferta de moeda criada pela expansão quantitativa não fluir ao mercado aberto, a partir dos bancos, só servirá para facilitar os gastos deficitários. 
Outra conseqüência potencialmente negativa da flexibilização quantitativa é que ela pode desvalorizar a moeda nacional. Embora uma moeda desvalorizada possa ajudar os exportadores (porque os bens exportados se tornam mais baratos no mercado global) e isso possa ajudar a estimular o crescimento, uma queda no valor da moeda também torna as importações mais caras, o que pode aumentar os custos de produção e, portanto, os preços ao consumidor, provocando inflação.
O criador do termo quantitative easing, Richard Werner, afirmou em 2013 que no Japão e no Reino Unido, as suas recomendações de políticas monetárias foram mal interpretadas, já que esses países não teriam tratado do principal fator da escassez de moeda, que seriam os empréstimos bancários e, por isso, as políticas adotadas pelos países citados não estariam funcionando. Entretanto, Ben Bernanke, em 2012, comentou que "o problema é que a expansão quantitativa funciona na prática, mas não funciona na teoria". 
Os bancos centrais têm se utilizado dessa estratégia há tempos como forma de reanimar a economia sem recorrer às emissões de dinheiro físico, porém, somente a partir das recessões do início dos anos 2000, no Japão, e da crise do subprime, nos EUA e da crise da dívida pública na Zona Euro, essa prática tornou-se mais difundida.

## Perspectivas
O dinheiro que é criado eletronicamente sob regime de expansão quantitativa é trocado, pelo banco central, por ativos não normalmente comprados, no mercado financeiro e de capitais. A compra desses ativos faz com que seu preço suba, o que aquece ainda mais as compras desses ativos, no mercado, ocorrendo assim uma transferência de valor entre agentes econômicos. Também pode acontecer que o retorno sobre o investimento (yield) nesses ativos diminua, o que, a longo prazo, provoca busca por outras opções de investimento mais rentáveis, como empréstimos no varejo, o que atingiria a população diretamente.
Sob expansão quantitativa, essas instituições podem vender seus títulos ao Banco Central com ágio, ou diminuir suas perdas, acumulando reservas bancárias que rendem taxas de juros básicas. Dessa forma, os bancos trocariam ativos financeiros, que já se valorizaram, por dinheiro, na forma de reservas bancárias. No entanto, esse dinheiro não pode ser usado para conceder empréstimos e apenas serve como depósito compulsório que as instituições devem manter no BC.
Durante o desenrolar da crise do subprime, condados americanos cujos bancos detiam uma maior quantidade de títulos securitizados por hipoteca, alvos específicos do QE1 e do QE3, também tiveram maior número de refinanciamentos de hipotecas durante o QE1 e, após o QE3, do que em outros condados, e esses mesmos bancos fizeram muito mais empréstimos, o que refletiu sensivelmente na redução do desemprego geral nesses condados. 
A expansão quantitativa pode afetar o resultado econômico via canal de empréstimos bancários. 

## Riscos
Acreditava-se que o QE criasse espontaneamente dinheiro, que seria mantido pelos bancos, aparecendo em seus balanços, e que esses bancos poderiam emprestar ou não ao público. Se a quantidade de dinheiro criada fosse maior do que a necessária, poder-se-ia gerar hiperinflação ou, ainda, se as instituições financeiras não emprestassem o dinheiro criado imediatamente, também poderia haver inflação com deslocamento temporal, além de outros efeitos nefastos imprevisíveis, no mercado.